# Иасон (Никольский)
Архимандрит Иасон (Иассон, в миру Яков Никольский; 1779, село Шуево, Калужское наместничество — 5 октября 1830) — архимандрит Русской православной церкви, настоятель Толгского Введенского монастыря.

## Биография
Родился в 1779 году в селе Шуево Масальского уезда Калужского наместничества в семье священника. «Великороссиянин».
В 1795 году поступил в Калужскую духовную семинарию, с 1799 года обучался в — Московской Перервинской семинарии, откуда в 1800 году переведён опять в Калужскую семинарию, где и кончил курс.
В 1805 году по окончании семинарского курса назначен в Калужскую семинарию «информатором», 1 сентября 1807 года — учителем, 24 января 1810 года — инспектором.
3 марта 1812 года принял монашество и 10 марта этого года посвящён во иеромонаха, в мае — во архимандрита Покровского Лихвинского Доброго монастыря.
2 декабря 1812 года, по ходатайству Тамбовского епископа Ионы, назначен в Тамбовскую семинарию ректором и учителем богословия, а также настоятелем Предтечева трегуляева монастыря и присутствующим тамбовской консистории.
В 1819 году ему предоставлен класс священного писания.
В 1822 году переведён настоятелем в Козловский Троицкий монастырь, с оставлением в прежних должностях по семинарии и консистории.
15 марта 1826 года переведён в Толгский Богородичный монастырь под Ярославлем, в награду за его двадцатилетнее служение в семинариях.
В 1826 году вызван был в Петербург на чреду священнослужения и проповеди, что предваряло в посвящение в епископский сан.
«Слабый здоровьем, он управлял монастырём четыре с половиной года, скончался 5 октября 1830 года и погребен против алтаря Крестовоздвиженской церкви».